# Seth Hill
Seth Hill (* im 20. Jahrhundert) ist ein US-amerikanischer Filmtechniker für visuelle Effekte und Spezialeffekte und Animation. Für und mit dem Actionfilm Top Gun: Maverick war Hill in der Kategorie „Beste visuelle Effekte“ bei der im März 2023 stattfindenden Oscarverleihung für einen Oscar nominiert.

## Biografisches
Seth besuchte die Academy of Art University und schloss mit dem Bachelor of Fine Arts und für Illustration ab. Er ist Concept Artist und Experte für visuelle Effekte. Von 2013 bis September 2018 war er Visual Effects Supervisor bei Atomic Fiction und anschließend bis Januar 2022 bei den Method Studios. Daran schloss sich eine Arbeit als Visual Effects Supervisor für Netflix an.
An dem Netflix-Horrorfilm Paranormal Activity: Die Gezeichneten von Christopher B. Landon aus dem Jahr 2014 wirkte Hill als Concept Artist mit. Nach dem mysteriösen Tod einer älteren Dame, erleben deren Nachbarn, zwei Freunde, merkwürdige, übernatürliche Dinge. Für seine Arbeit an Deadpool, einem 2016 erschienenen Actionfilm mit satirischen Elementen von Tim Miller mit Ryan Reynolds und Morena Baccarin, erhielt Hill von der Visualy Effects Society eine Nominierung für den VES Award. Der Film erzählt – basierend auf Marvels unkonventionellstem Anti-Helden – die Geschichte des ehemaligen Special Forces Soldaten und Söldners Wade Wilson, der sich einem Experiment unterzieht und sein Alter Ego Deadpool annimmt. Auch für seine Arbeit an der Science-Fiction-Mysteryserie Stranger Things, veröffentlicht von Netflix, war Hill wiederum für einen VES Award nominiert. Stranger Things spielt in den 1980er Jahren in einer Kleinstadt. Dort verschwindet der kleine Will, dessen Freunde ihn unbedingt wiederfinden wollen. Sie müssen erfahren, dass er von Monstern in eine Parallelwelt entführt worden ist. Eine weitere Nominierung für eine Auszeichnung erhielt Hill für seine Mitwirkung an Robert Zemeckis’ Filmdrama Willkommen in Marwen von 2018. Im Film flüchtet die von Steve Carell verkörperte Hauptfigur als Künstler in eine Puppenwelt, um einen gegen ihn gerichteten brutalen Angriff der Nazis irgendwie zu verarbeiten.
Besonders erfolgreich war Hills Arbeit für den Film Top Gun: Maverick von Joseph Kosinski aus dem Jahr 2022, der für sechs Oscars nominiert war, darunter auch einem in der Kategorie „Beste visuelle Effekte“ für Hill selbst sowie für Scott R. Fisher, Ryan Tudhope und Bryan Litson. Insgesamt brachte der Film Hill 19 Nominierungen für verschiedene Auszeichnungen ein.

## Filmografie (Auswahl)
- 2014: Paranormal Activity: Die Gezeichneten (Paranormal Activity: The Marked Ones)
- 2014: Urlaubsreif (Blended)
- 2014: Teenage Mutant Ninja Turtles
- 2014: The Expendables 3
- 2014: Soar (Kurzfilm)
- 2014–2020: Unser Kosmos: Die Reise geht weiter (Cosmos: A Spacetime Odyssey; Miniserie, 10 Folgen)
- 2015: Game of Thrones: Das Lied von Eis und Feuer (Fernsehserie, 7 Folgen)
- 2015: The Walk
- 2015: Scouts vs. Zombies – Handbuch zur Zombie-Apokalypse (Scouts Guide to the Zombie Apocalypse)
- 2016: Deadpool
- 2016: Star Trek Beyond
- 2016: Allied – Vertraute Fremde
- 2016: Rogue One: A Star Wars Story
- 2017: Ghost in the Shell
- 2017: Blade Runner 2049
- 2017: Stranger Things (Fernsehserie, 9 Folgen)
- 2018: Manifest (Fernsehserie, Staffel 1/Episode 1 Pilot)
- 2018: Willkommen in Marwen (Welcome to Marwen)
- 2019: Men in Black: International
- 2020: Hexen hexen (The Witches)
- 2021: Loki (Fernsehserie, 6 Folgen)
- 2022: Top Gun: Maverick
- 2022: Thor: Love and Thunder

## Auszeichnungen (Auswahl)
Seth Hill war für mehr als 23 Auszeichnungen nominiert (19 Nominierungen gab es für den Actionfilm Top Gun: Maverick).
- 2017: Visual Effects Society Awards VES Award für und mit Deadpool
- 2018: Primetime Emmy Award für und mit Stranger Things für die Episode Chapter Nine: The Gate
- 2018: Visual Effects Society Awards VES Award für und mit Stranger Things
- 2019: Visual Effects Society Awards VES Award für und mit Weclcome to Marwen
- 2023: BAFTA Film Award für und mit Top Gun: Maverick
- 2023: Chicago Indie Critics Awards (CIC) für und mit Top Gun: Maverick
- 2023: Hollywood Critics Association Creative Arts Awards HCA Award für und mit Top Gun: Maverick
- 2023: Internationale Online Cinema Awards INOCA für und mit Top Gun: Maverick
- 2023: Latino Entertainment Journalists Association Film Awards LEJA Award für und mit Top Gun: Maverick
- 2023: Satellite Awards für und mit Top Gun: Maverick
- 2023: Seattle Film Critics Society SFCS Award für und mit Top Gun: Maverick
- 2023: Visual Effects Society Awards VES Award für und mit Top Gun: Maverick
- 2023: Academy Awards Oscar für und mit Top Gun Maverick